# شتروکدورف
شتروکدورف (به آلمانی: Strukdorf) یک شهر در آلمان است که در زگه‌برگ واقع شده‌است. شتروکدورف ۲۶۳ نفر جمعیت دارد.